# Nitokra simplex
Nitokra simplex is een eenoogkreeftjessoort uit de familie van de Ameiridae. De wetenschappelijke naam van de soort is voor het eerst geldig gepubliceerd in 1894 door Schmeil.